# Spiennes
Spiennes is een dorp in de Belgische provincie Henegouwen en een deelgemeente van de stad Bergen (Mons). Het ligt op ongeveer 6 km ten zuidoosten van Bergen, in de Henegouwse Leemstreek, op de oostelijke rand van de Borinage, aan de Trouille. Spiennes was een zelfstandige gemeente tot aan de gemeentelijke herindeling van 1977.

## Vuursteenmijnen

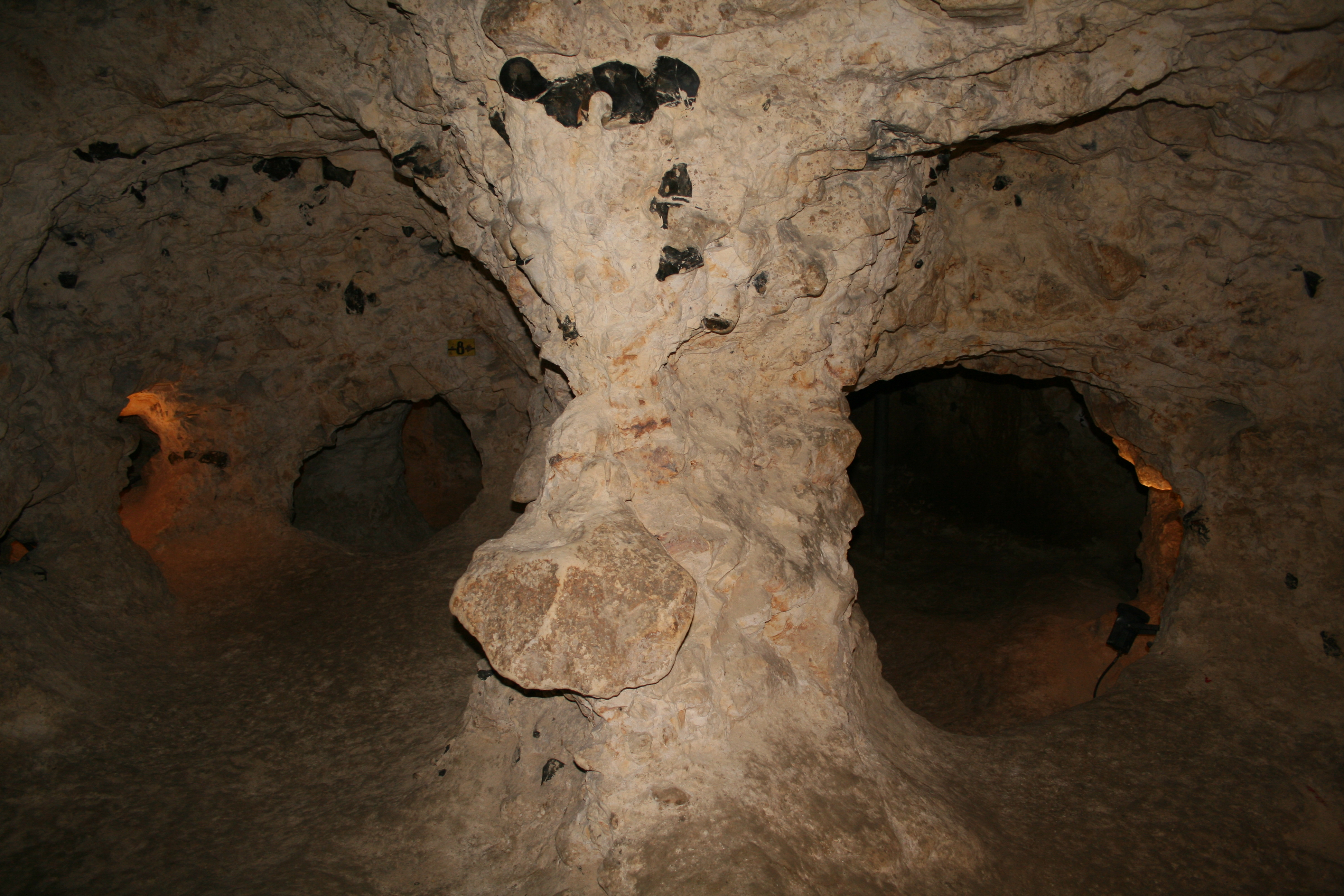
De vuursteenmijnen van de Camp-à-Cayaux

Deze plaats is vooral bekend om de vuursteenmijnen (Camp-à-Cayaux) uit het Neolithicum. Deze mijnen, die met de Michelsbergcultuur worden geassocieerd, zijn een van de grootste en oudste vuursteenmijnen uit Europa en staan daarom sinds 2000 op de Werelderfgoedlijst van de UNESCO.

## Bezienswaardigheden
- De Neolithische vuursteenmijnen in Spiennes (Champ à Cailloux).
- SILEX'S is het bezoekerscentrum en museum van de neolithische silexmijnen
- De Sint-Amanduskerk (Église Saint-Amand) is een classicistisch kerkgebouw van 1753 met een 15e-eeuws doopvont in blauwe hardsteen.

## Natuur en landschap
Spiennes ligt aan de Trouille. De hoogte aan de kerk bedraagt 44 meter.

## Economie
Niet alleen in het neolithicum werd silex gewonnen maar ook van 1819-1867. Dit diende aanvankelijk voor vuurstenen, toegepast in vuurwapens. Daarna vond het toepassing in de keramische industrie. Ook fosfaathoudend krijt werd gewonnen en wel in de 19e en begin 20e eeuw.

## Demografische ontwikkeling
- Bronnen:NIS, Opm:1831 tot en met 1970=volkstellingen

## Nabijgelegen kernen
Saint-Symphorien, Harmignies, Nouvelles, Mesvin